# Yoo Byung-ok
Yoo Byung-ok (2 de março de 1964) é um ex-futebolista profissional e treinador coreano, que atuava como defensor.

## Carreira
Yoo Byung-ok fez parte do elenco da Seleção Coreana de Futebol da Copa do Mundo de 1986 